# Chirita brachytricha
Chirita brachytricha är en tvåhjärtbladig växtart som beskrevs av Wen Tsai Wang och D.Y. Chen. Chirita brachytricha ingår i släktet Chirita och familjen Gesneriaceae.

## Underarter
Arten delas in i följande underarter:
- C. b. brachytricha
- C. b. magnibracteata